# Epilystoides unicolor
Epilystoides unicolor är en skalbaggsart som beskrevs av Stefan von Breuning 1957. Epilystoides unicolor ingår i släktet Epilystoides och familjen långhorningar. Inga underarter finns listade i Catalogue of Life.